# Liturgická latinizace
Nezaměňovat s Latinizace názvů a Romanizace
Liturgická latinizace je proces přejímání latinských liturgických obřadů nelatinskými křesťanskými denominacemi, zejména v rámci východní katolické liturgie. V průběhu dějin se liturgická latinizace projevovala v různých formách. V raném středověku k ní došlo během procesu konverze gótského křesťanství a také během procesu znovupřijetí keltského křesťanství. Během křížových výprav byla zavedena i u východních křesťanů. Po vzniku různých východních katolických církví přijaly některé z těchto církví několik forem a stupňů liturgické latinizace, aby se jejich liturgické zvyklosti více podobaly praxi římského ritu katolické církve.
Tento proces pokračoval až do 18. a 19. století, dokud jej papež Lev XIII. v roce 1894 nezakázal encyklikou Orientalium dignitas. Latinace je v mnoha církvích spornou otázkou a je považována za příčinu různých rozkolů.
V uplynulých desetiletích se východní katolické církve v souladu s dekretem II. vatikánského koncilu Orientalium Ecclesiarum vracely ke starobylé východní praxi. Dekret nařizoval, že autentické východní katolické zvyklosti nemají být odsouvány stranou ve prospěch importovaných latinských zvyklostí. To ještě více podpořilo hnutí za návrat k autentické východní liturgické praxi, teologii a spiritualitě. Realizace se však v jednotlivých východních katolických církvích lišila, přičemž některé zůstaly více latinizované než jiné.
V poněkud podobném vývoji byla praxe kdysi spojovaná pouze se Západem, jako polyfonní chóry, ikony ve stylu západní renesance, jako v krétské malířské škole, nebo dokonce z období baroka, a kostelní lavice, přijata také v některých pravoslavných a starobylých východních církvích, a dnes je předmětem sporů nebo byla opuštěna.